# Schladming–Dachstein
Koordinaten: 47° 24′ N, 13° 41′ O
| Bundesland:       | Steiermark                |
| Fläche:           | 1.283,12 km²              |
| Seehöhe:          | 640 bis 2.996 Meter       |
| Höchste Erhebung: | Hoher Dachstein (2.996 m) |
| Einwohner:        | 31.148                    |

Schladming–Dachstein ist eine Urlaubsregion im oberen Ennstal im Bezirk Liezen in der Steiermark.

## Geographie
Die Region umfasst das obere Ende des Ost-West-laufenden steirischen Ennstals und seine Nebentäler – unterhalb des am Mandlingpass angrenzenden salzburgischen Ennspongaus und südlich anschließend an das Salzkammergut. Nach Süden erstrecken sich die Täler der Großen und Kleinen Sölk (Naturpark Sölktäler), Untertal (Talbachklamm, Riesachfälle) und Obertal, und Preuneggtal in die Schladminger Tauern der Niederen Tauern. Ein nördliches Nebental der Enns ist die Ramsau. Den Nordrand bildet das Dachsteinmassiv der Kalkhochalpen, UNESCO-Welterbe. Mit 300 Bergseen, 1000 Quellen und 100 Wasserfällen ist die Region eine der wasserreichsten Regionen Österreichs.
Erreichbar ist die Region über die Ennstal Straße B 320, die Verbindung von Tauern Autobahn A 10 (Knoten Ennstal bei Altenmarkt im Pongau) zur Pyhrn Autobahn A 9 (Knoten Selztal), und die entsprechenden Bahnlinie, die Ennstalbahn von Salzburg über Bischofshofen-Liezen nach Graz.

## Geschichte und Gemeinden der Region

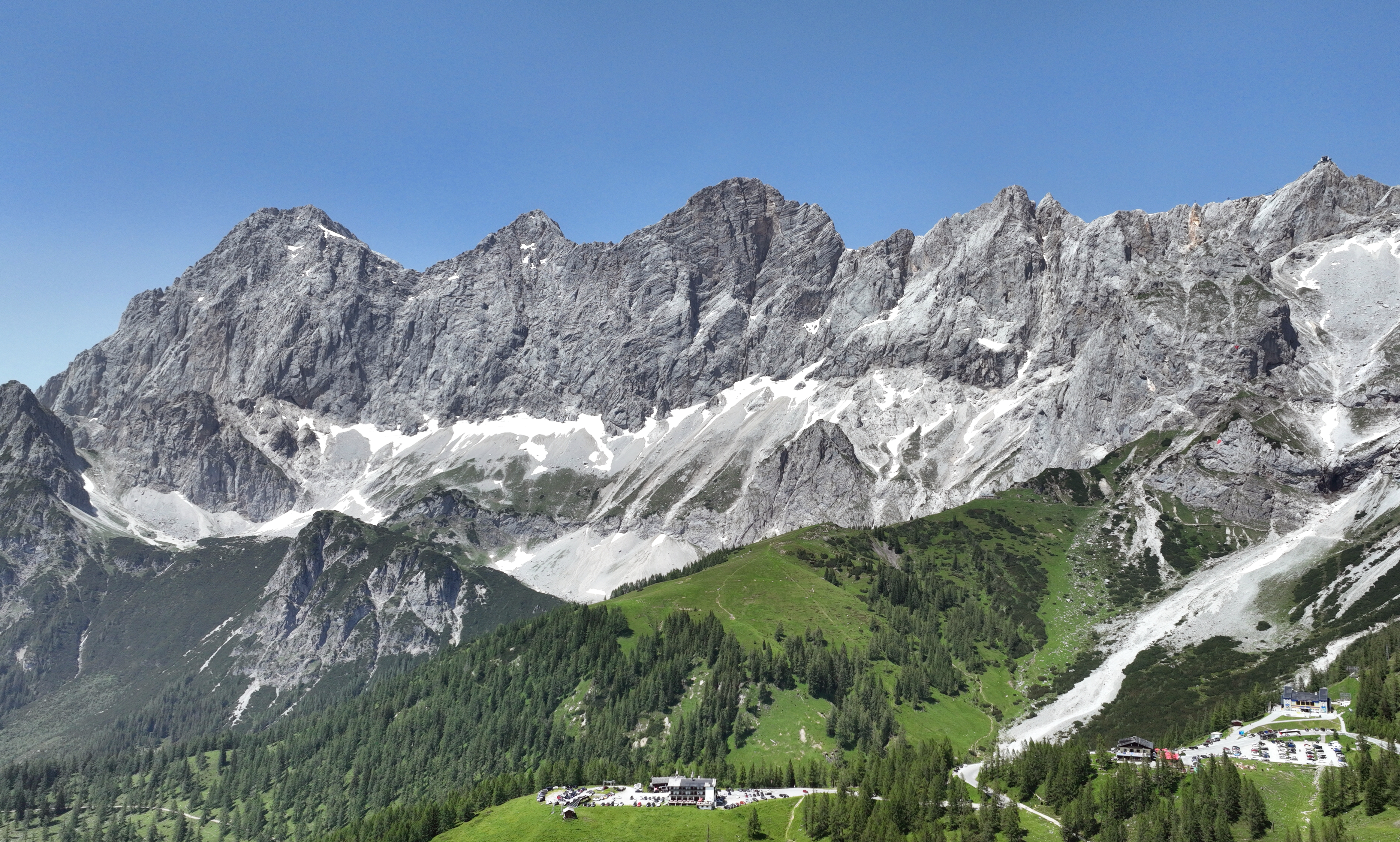
Dachsteinsüdwand mit der 1969 eröffneten Dachstein-Südwandbahn bzw. Dachstein-Gletscherbahn (ganz rechts)

Bergsteigen und Schilaufen haben eine lange Tradition in der gesamten Region Schladming-Dachstein. Bereits früh entdeckten Touristen die landschaftlich reizvolle Bergbauernregion für sich. Vereinfacht wurde dies durch den Bau einer Eisenbahnlinie durch das Ennstal und deren Eröffnung 1875.
Der Hohe Dachstein, höchster Gipfel der Steiermark, wurde bereits 1834 erstmals bestiegen. Weitere Berge der Region sind der Grimming, der lange Zeit durch seine wuchtig vom Ennstaler Talgrund aufragende Gestalt als der höchste Berg der Steiermark galt oder auch der Hochgolling, höchster Berg der Niederen Tauern.
Mit der Popularisierung des Schisports begann für die Region der touristische Aufschwung. 1908 erfolgte die Erbauung der Krummholzhütte am Hauser Kaibling und auf der Planneralm konnten in der Plannerhütte zum ersten Mal Schitouristen untergebracht werden. In Schladming wurde 1908 bereits ein Schiverband gegründet und im Jahre 1920 mit der Hochwurzenhütte die erste Schihütte eröffnet. Die ersten Schilifte entstanden 1953 und 1954 in Schladming und auf der Planneralm.
Schladming entwickelte sich zur Schimetropole der ganzen Region. Auf der Planai wurde 1973 das erste Schiweltcuprennen in der Region ausgetragen. 1982 gipfelte die touristische Entwicklung vorerst in der Austragung der Alpinen Skiweltmeisterschaften. 2013 war Schladming wiederum Austragungsort von Skiweltmeisterschaften, Diese fanden vom 4. bis 17. Februar 2013 statt. 1993 war Schladming der erste Austragungsort der Special Olympics World Games außerhalb der USA.
Bereits zu Beginn des 20. Jahrhunderts kam es auf Grund des beginnenden Tourismus zur Gründung von Verkehrsvereinen und Tourismusvereinen in vielen Orten der Region. Diese Vereine waren eng mit den einzelnen Orten verknüpft, es gab kaum ortsübergreifende Aktivitäten. Seit den 1980er und 1990er Jahren wurde die Zusammenarbeit der einzelnen Tourismusvereine verstärkt und es kam zu der Gründung von Tourismusverbänden die mehrere Orte betreuen und die Mittel und Kompetenzen bündelten. Als Dachorganisation der Tourismusverbände wurde die Region Dachstein-Tauern gegründet. Diese sollte die Zusammenarbeit der einzelnen Tourismusverbände koordinieren und Optimierungspotentiale nutzen.
Im Herbst 2007 startete schließlich die Umgestaltung der Dachstein–Tauern Region in die Tourismusregion Schladming–Dachstein.
Die Urlaubsregion Schladming-Dachstein teilt sich heute in folgende sieben ein oder mehrgemeindigen Tourismusverbände (nach Steiermärkischem Tourismusgesetz 1992):
- Schladming: Schladming, Rohrmoos, Pichl
- Ramsau am Dachstein
- Haus–Aich–Gössenberg (Tourismusverband Haus im Ennstal–Aich–Gössenberg)
- Gröbmingerland: Gröbming, Michaelerberg-Pruggern, Mitterberg-Sankt Martin
- Naturpark Sölktäler: Sölk
- Öblarn-Niederöblarn
- Grimming–Donnersbachtal, Tourismusverband von Bergregion Grimming: Irdning-Donnersbachtal, Aigen im Ennstal, Wörschach und Donnersbachwald (Gemeinde Irdning-Donnersbachtal)

Gesellschafter der Tourismusmarketing GmbH Schladming-Dachstein sind alle diese Tourismusverbände, sowie die Bergbahnen Hauser Kaibling, Riesneralm, Planneralm, Planai–Hochwurzen und Reiteralm.

### Tourismus-Daten
| Eckdaten                | Eckdaten                 |
| ----------------------- | ------------------------ |
| Beherbergungsbetriebe:  | 1.774                    |
| Bettenkapazität gesamt: | 29.174 (2013/14: 29.662) |
| Bettenkapazität 3*      | 6.880 (2013/14: 7.432)   |
| Bettenkapazität 4*      | 4.417 (2013/14: 4.469)   |

Die Region Schladming-Dachstein ist nach Nächtigungen und Ankünften die größte Tourismusregion der Steiermark. Die wichtigsten Märkte sind nach wie vor der Inlandsmarkt (Österreich) und Deutschland. Eine starke Steigerung ist bei den Gästen aus Osteuropa spürbar.
| Nächtigungen       | Winterhalbjahr Winter 2014/15 (November bis April) | Sommerhalbjahr Sommer 2014 (Mai bis Oktober) |
| Gesamt:            | 1.819.308                                          | 1.267.975                                    |
| Davon Österreich:  | 0 699.833 (38,47 %)                                | 0 536.812 (42,34 %)                          |
| Davon Deutschland: | 0 595.636 (32,74 %)                                | 0 523.948 (41,32 %)                          |
| zum Vorjahr:       | 1.769.755 (+ 2,80 %)                               | 0 1.217.994 (+ 4,10 %)                       |
| Ankünfte           | 0 396.895                                          | 0 299.592                                    |

## Touristische Angebote
Ein Top-Angebot im Sommer wie im Winter ist die Dachstein-Gletscherbahn von Ramsau am Dachstein auf den Dachstein. Highlights wie der Dachstein Sky Walk, der Eispalast und die Hängebrücke mit der „Treppe ins Nichts“  sorgen dafür, dass der Dachstein zu den bestbesuchten Attraktionen des Landes Steiermark gehört.

### Winter
Schladming-Dachstein punktet mit weltmeisterlichen Pisten und Loipen. Die Skiregion Schladming–Dachstein gehört zum Skiverbund Ski amadé, einem der größten Wintersportgebiete Europas. Sie zählt zu den Top 5 Skiregionen Österreichs und ist bekannt durch die Ausrichtung von jährlichen Weltcup-Skirennen (seit 1973), im Besonderen das Nightrace. Mit etwa 50.000 Besuchern ist es eine der bestbesuchten Schiveranstaltungen der Welt. Schladming-Dachstein ist bzw. war Austragungsort der Weltmeisterschaften in Ski Alpin 1982, und 2013, wie auch der Special Olympics World Winter Games 1993 und 2017, der Nordischen Skiweltmeisterschaft 1999, der Ski-Junioren-WM 1997 und der Weltmeisterschaft im Skibergsteigen 2011.
| Gesamtlänge Pisten:         | 230 km                                                                                                 |
| Liftanlagen:                | 88 |
| Gesamtförderleistung/Lifte: | 103.500 Personen/Stunde                                                                                |
| Beschneiung der Pisten:     | 207 km beschneibare Pisten, 23 km Naturschneepisten. Die 4-Berge-Skischaukel ist zu 100 % beschneibar. |
| Langlauf Loipen:            | 412 km (Klassisch und Skating)                                                                         |
| Höhenloipe:                 | Dachstein Gletscherloipe (2.700 m) 18 km                                                               |

#### Skifahren / Snowboarden / Freeride
- Die Skiregion Schladming-Dachstein umfasst 88 Liftanlagen, darunter 11 Seilbahnen, 31 Sessellifte und 46 Schlepp- und Übungslifte. Die Pisten haben eine Gesamtlänge von ca. 230 km, wovon 98 km leicht sind, 119 km mittel und 17 km schwer. Die längste Talabfahrt ist die Hochwurzen FIS Talabfahrt mit 7,7 km.

- Das Herz der Skiregion Schladming-Dachstein ist die Schladminger 4-Berge-Schischaukel mit den vier Bergen und Einstiegsstellen Hauser Kaibling, Planai, Hochwurzen und Reiteralm.
- Skigebiet Dachsteingletscher mit dem Schigebiet Ramsau, und der Edelgrießabfahrt am Dachsteingletscher, eine 18 km lange Offpisten-Abfahrt. Bei der Dachsteinüberquerung überquert man auf 25 km den Gletscher von der steirischen Seite bis nach Oberösterreich nach Obertraun.
- die kleineren Schigebiete Fageralm, Galsterberg und Stoderzinken mit Familienprofil
- Die Snowparks Superpark Dachstein, Snowvalley Planneralm und der Superpark Planai bieten für Beginner, Hobbyrider und Profis abwechslungsreiche, innovative und kreative Elemente wie Halfpipes, Corner, Kicker und Rails. Die Parks finden in der internationalen Freestyle Szene Anklang.
- Kindern und Erwachsenen, welche das Skifahren erlernen oder verbessern wollen, stehen 15 Schischulen zur Verfügung.

#### Langlaufen
Die Region Schladming-Dachstein bietet insgesamt 412 Loipenkilometer, klassisch und skating. Ramsau am Dachstein in die Top-Destination für den Langlaufsport in Österreich. Ramsau am Dachstein war Austragungsort der Nordischen Skiweltmeisterschaft 1999 und richtet jährlich Weltcupereignisse und österreichische Staatsmeisterschaften aus. Das 220-km-Loipennetz von Ramsau am Dachstein in der Steiermark auf einer Höhenlage von 1.100 bis 2.700 m und in sämtlichen Schwierigkeitsstufen, bietet beste Voraussetzungen für Genussläufer wie für Spitzensportler. Höhenloipen findet man auf dem Dachsteingletscher (Dachsteingletscherloipe), im Obertal (Silberstein-Loipe) sowie auf der Planneralm (Planneralmloipe). In Ramsau am Dachstein und in Aigen-Irdning gibt es eine Nachtloipe.

#### Weitere Freizeitangebote
- 275 Kilometer Winterwanderwege in der gesamten Region.
- Insgesamt 27 Kilometer Rodelspass in der gesamten Region.
- Dachstein Eispalast mit Blick in eine Gletscherspalte
- Skitouren und Schneeschuhwanderungen

### Sommer
| Markierte Wanderwege               | 1000 km                      |
| Rad- und Mountainbikerouten:       | 930 km                       |
| Lauf- und Nordic Walking Strecken: | 45                           |
| Golfplätze:                        | 3                            |
| Klettersteige:                     | 20                           |
| Sommer-Schilauf:                   | Dachsteingletscher (2.700 m) |

#### Wandern und Klettern
1000 Kilometer markierte Wanderrouten stehen zur Verfügung, darunter der Schladming-Tauern-Höhenweg, der Panoramaweg 100 sowie der Dachstein Rundwanderweg, welcher durch drei Bundesländer führt; außerdem der Erlebnisweg Wilde Wasser, welcher zum Riesachsee entlang des größten Wasserfalles der Steiermark führt.
Für Kletterer gibt es insgesamt 20 Klettersteige, welche sich großteils am und um den Dachstein befinden.

#### Mountainbike
Mountainbikern stehen gesamt 930 ausgeschilderte Bikekilometer zur Verfügung mit einem Höhenunterschied von 25.000 Metern. Darüber hinaus verfügt die Region über drei Downhillstrecken sowie einem Dirt Park. Ein jährliches Highlight in der Region ist der UCI Mountainbike Weltcup.

#### Laufen und Nordic Walken
Für Läufer und Nordic Walker stehen 45 ausgeschilderte Strecken zur Verfügung. Nebenbei wurde das größte vernetzte und von der Nordic Walking Organisation (NWO) zertifizierte Nordic-Walking-Gebiet in den Alpen eröffnet.

#### Weitere Angebote
- Golf & Country Club Schladming/Haus, Schloss Pichlarn – Irdning, 1. Bio Golfplatz in Österreich am Kobaldhof, Golfclub Radstadt, Golfclub Weißenbach/Liezen
- Rafting, Canyoning, Paragleiten, Segelfliegen, Reiten, Hochseilklettergärten, Kajak, Zipline, Sommerrodelbahn